# Liên đoàn Robot học Quốc tế
Liên đoàn Robot học Quốc tế, hoặc Liên đoàn Quốc tế Robot học, viết tắt theo tiếng Anh là IFR (International Federation of Robotics) là tổ chức phi chính phủ phi lợi nhuận quốc tế hoạt động trong lĩnh vực nghiên cứu ứng dụng và phát triển ngành công nghiệp robot trên toàn thế giới .
Liên đoàn được thành lập năm 1987. Trụ sở Liên đoàn đặt tại Frankfurt, CHLB Đức.

## Hoạt động
Mục đích của Liên đoàn Robot học Quốc tế là thúc đẩy nghiên cứu, phát triển, sử dụng và hợp tác quốc tế trong toàn bộ lĩnh vực robot, robot công nghiệp cũng như robot phục vụ. IFR cũng là điều phối viên của Hội thảo quốc tế về Robotics (ISR, International Symposium on Robotics), một trong những hội nghị lâu đời nhất về nghiên cứu robot, được thành lập vào năm 1970.
Bộ phận thống kê của IFR xuất bản các nghiên cứu World Robotics mỗi năm .
Ấn phẩm này chứa dữ liệu thống kê chi tiết cho khoảng 50 quốc gia, được chia nhỏ theo khu vực ứng dụng, ngành công nghiệp, loại robot và các phiên bản kinh tế và kỹ thuật khác. IFR ước tính rằng khoảng 225.000 công nghiệp đã được bán trong năm 2014, cao hơn 27% so với năm 2013. Trung Quốc một lần nữa là thị trường lớn nhất cho robot công nghiệp vào năm 2014. Khoảng 56.000 chiếc đã được bán, 54% so với năm 2013 .

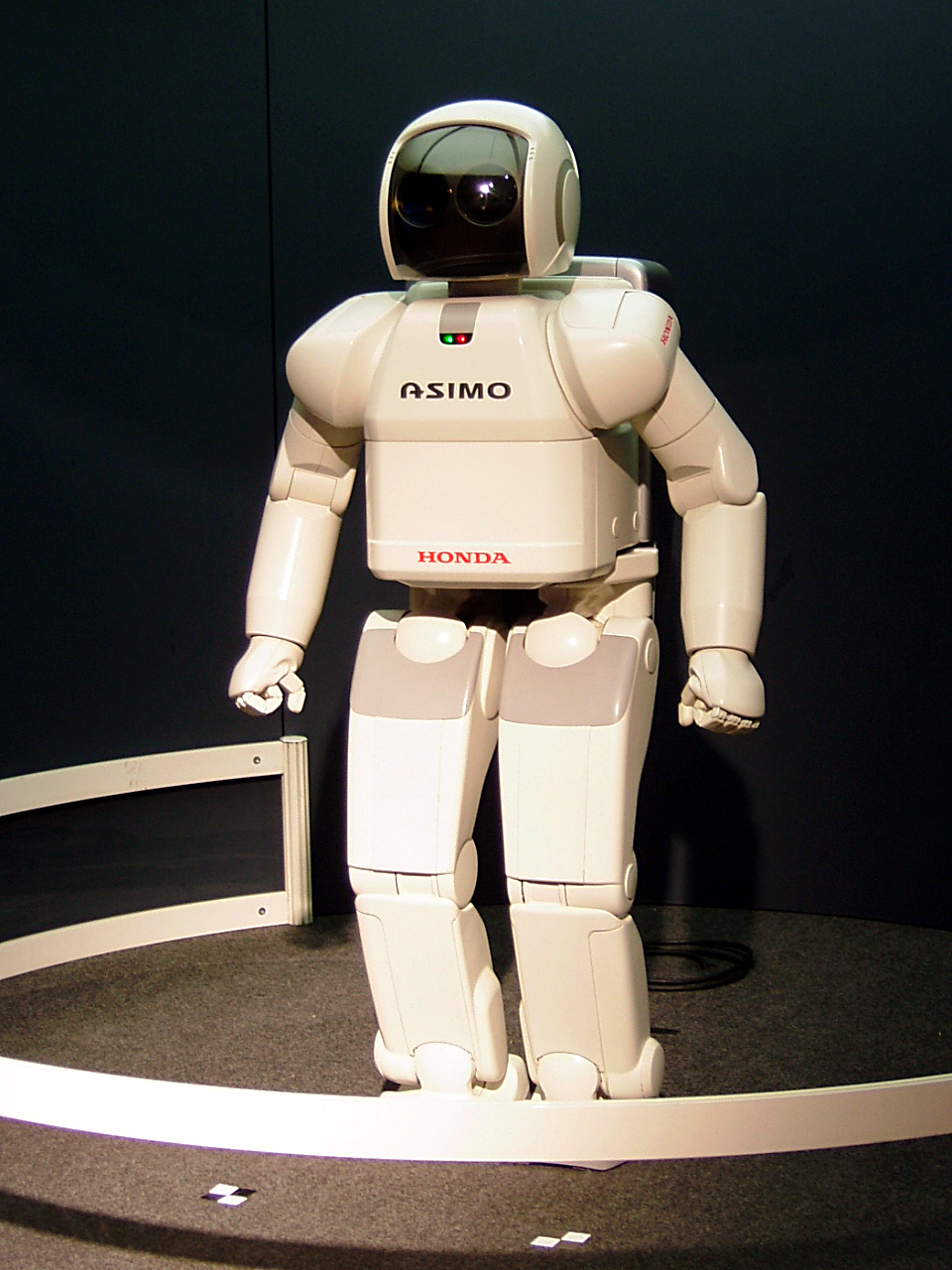
Robot Honda ASIMO
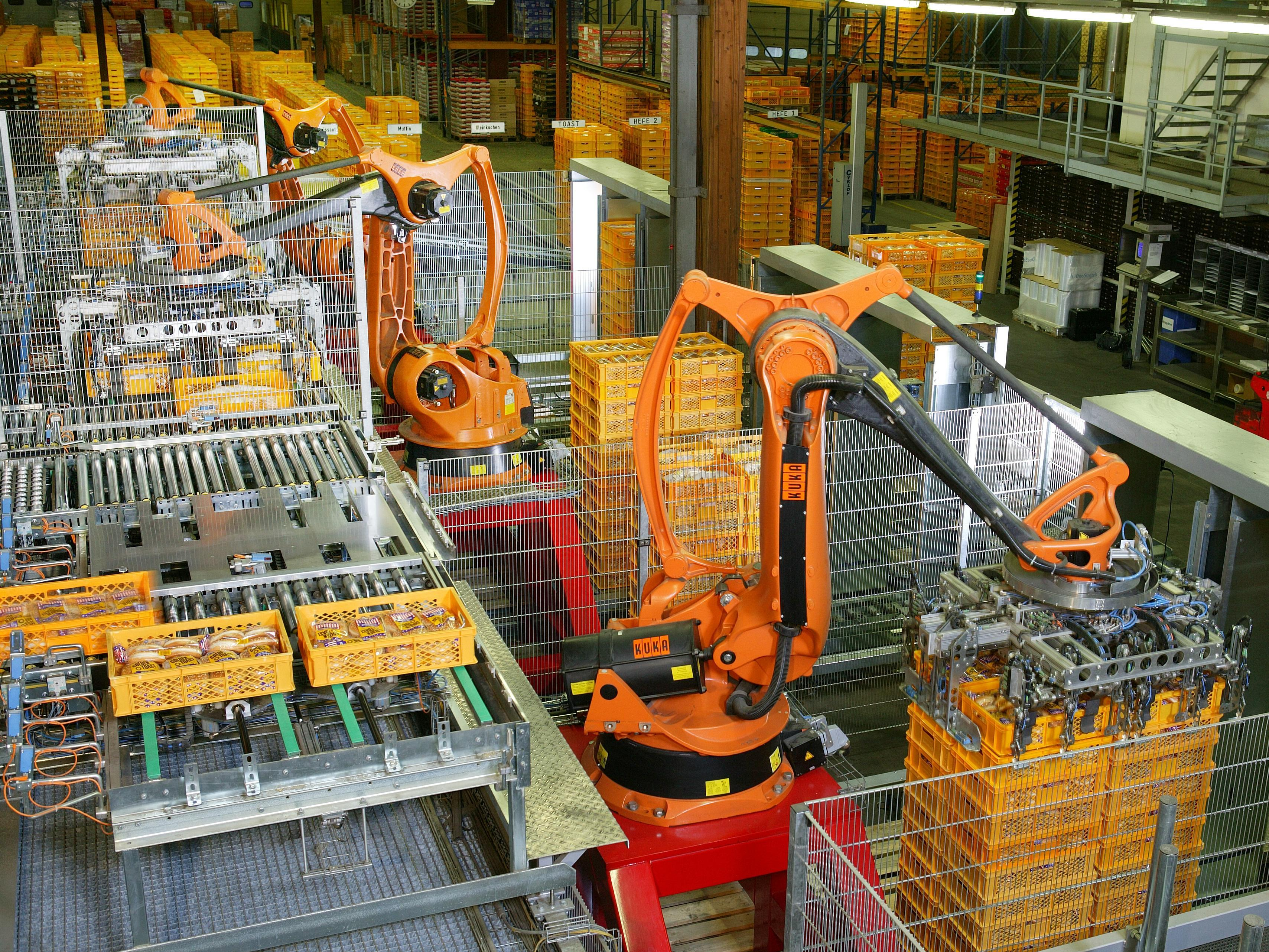
Tự động hóa với robot công nghiệp KUKA để xếp các sản phẩm thực phẩm như bánh mì và bánh mì nướng tại một tiệm bánh ở Đức
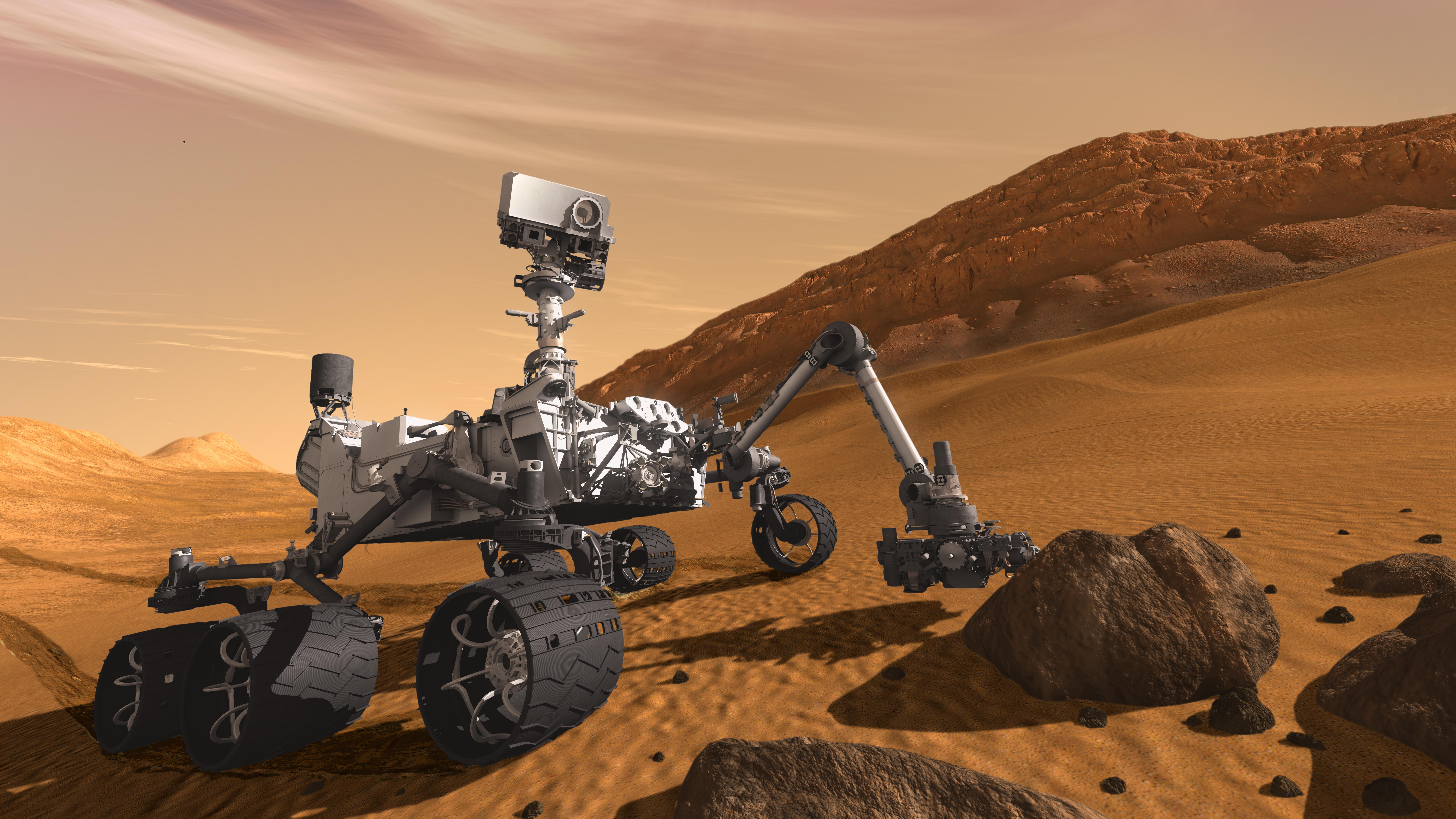
Mars rover là ví dụ một robot phục vụ di động
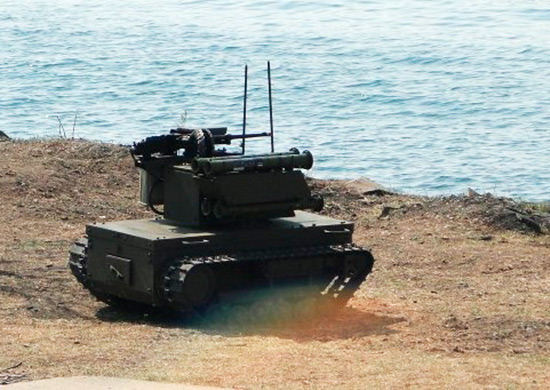
Platforma-M của quân đội Nga hỗ trợ đa chức năng/chiến đấu/tuần tra

## Thành viên
| Tên                                         | Viết tắt | Tên giao dịch                                           | Website                                                         |
| ------------------------------------------- | -------- | ------------------------------------------------------- | --------------------------------------------------------------- |
| Hiệp hội Robot Tây Ban Nha                  | AER      | Asociación Española de Robótica                         | aeratp.com                                                      |
| Hiệp hội Robot và Tự động hóa Anh           | BARA     | British Automation and Robot Association                | bara.org.uk Lưu trữ ngày 3 tháng 4 năm 2019 tại Wayback Machine |
| Liên minh Công nghiệp Robot Trung Quốc      | CRIA     | China Robot Industry Alliance                           | cria.mei.net.cn                                                 |
| Hiệp hội Robot Công nghiệp Đan Mạch         | DIRA     | Danish Industrial Robot Association                     | dira.dk                                                         |
| Hiệp hội tự động hóa công nghiệp Thổ Nhĩ Kỳ | ENOSAD   | Endüstriyel Otomasyon Sanayicileri Derneği              | enosad.org.tr                                                   |
| Hiệp hội Robot Nhật Bản                     | JARA     | Japan Robot Association                                 | jara.jp                                                         |
| Hiệp hội Công nghiệp Robot Hàn Quốc         | KAR      | Korea Association of Robot Industry (KAR)               | korearobot.or.kr                                                |
| Hiệp hội ngành Công nghiệp Robot            | RIA      | Robotic Industries Association                          | robotics.org                                                    |
| Hiệp hội Robot Nga                          | RAR      | Russian Association of Robotics                         | robotunion.ru                                                   |
| Hiệp hội Robot và Tự động hóa Italia        | SIRI     | Associazione Italiana di Robotica e Automazione         | robosiri.it                                                     |
| Hiệp hội Robot Công nghiệp Thụy Điển        | SWIRA    | Swedish Industrial Robot Association                    | swira.se                                                        |
| Mạng công nghệ Thụy Sĩ                      | STN      | Swiss Technology Network                                | swisst.net                                                      |
| Liên minh Máy móc và Công nghệ Sản xuất     | SYMOP    | Syndicat des machines et technologies de production     | symop.com                                                       |
| Hiệp hội Robot và Trí tuệ Nhân tạo Đài Loan | TAIROA   | Taiwan Automation Intelligence and Robotics Association | tairoa.org.tw                                                   |
| VDMA Robotics + Tự động hóa                 | VDMA R+A | VDMA Robotics + Automation                              | vdma.org/r+a                                                    |